# IT'S TOUGH/BOYS CRIED（あの時からかもしれない）
「IT'S TOUGH/BOYS CRIED（あの時からかもしれない）」（イッツ・タフ / ボーイズ・クライド あのときからかもしれない）は、1987年5月2日にEPIC・ソニー (現・エピックレコードジャパン)より発売された渡辺美里の8枚目のシングル。

## 概要
渡辺のシングルとしては初の両A面シングルで、3枚目のオリジナルアルバム『BREATH』からの先行シングルとして発売された。
2曲共に、伊秩弘将の作曲家デビュー作である。
当初はEP盤のみの発売だったが、1989年12月1日に8cmCDとしてもリリースされた。

## 収録曲
- 全作詞：MISATO、作曲：伊秩弘将、編曲：西平彰

1. IT'S TOUGH
2. BOYS CRIED（あの時からかもしれない）